# Glossiphonia complanata
Glossiphonia complanata är en ringmaskart som först beskrevs av Carl von Linné 1758.  Glossiphonia complanata ingår i släktet Glossiphonia och familjen broskiglar. Arten är reproducerande i Sverige. Inga underarter finns listade i Catalogue of Life.